# Oliver Kahn
Oliver Rolf Kahn (Karlsruhe, 15 de junho de 1969) é um executivo e ex-futebolista alemão que atuava como goleiro. 
Ele iniciou sua carreira nas categorias de base do Karlsruher SC em 1975, estreando pela equipe principal doze anos depois. Em 1994, transferiu-se para o Bayern de Munique por 4,6 milhões de marcos alemães, clube no qual atuou até se aposentar em 2008. Sua presença imponente no gol e seu estilo agressivo lhe renderam apelidos como Der Titan (“O Titã”), dado pela imprensa, e Vul-Kahn (“Vulcão”), criado pelos torcedores.
Considerado um dos jogadores alemães mais bem-sucedidos da história recente, Kahn conquistou, ao longo de sua carreira, oito títulos da Bundesliga, seis da Copa da Alemanha (DFB-Pokal), a Copa da UEFA (atual Liga Europa da UEFA) em 1996, além da Liga dos Campeões da UEFA e da Copa Intercontinental, ambos em 2001. Suas atuações individuais lhe renderam quatro prêmios consecutivos de Melhor Goleiro da UEFA e três de Melhor Goleiro do Mundo pela IFFHSalém de duas premiações de Futebolista Alemão do Ano. Na Copa do Mundo de 2002, tornou-se o único goleiro na história do torneio a receber a Bola de Ouro, e foi eleito o quinto melhor tanto na votação de Melhor Goleiro do Século XXI quanto na de Melhor Goleiro dos Últimos 25 Anos, ambas organizadas pela IFFHS.
De 1994 a 2006, Kahn integrou a seleção alemã, assumindo a titularidade após a aposentadoria de Andreas Köpke. Foi reserva na conquista da Eurocopa de 1996. Apesar de a Alemanha atravessar um período de declínio e não figurar entre as favoritas ao título da Copa do Mundo de 2002, Kahn — mesmo lesionado — foi peça fundamental da equipe, conduzindo-a até a final, perdida por 2–0 para o Brasil. Ainda assim, conquistou a Bola de Ouro e foi eleito o melhor jogador do torneio.
De julho de 2021 a maio de 2023, Kahn ocupou o cargo de presidente do Bayern de Munique.

## Carreira

### Passagem pelo Karlsruher
Aos seis anos de idade, Kahn ingressou nas categorias de base do Karlsruher SC, clube de sua cidade natal, onde seu pai, Rolf — também ex-jogador de futebol — atuara entre 1962 e 1965. Iniciou a carreira como jogador de linha antes de se tornar goleiro. Na temporada 1987–88 da Bundesliga, estreou como reserva de Alexander Famulla e, em 27 de novembro, fez sua primeira partida na liga, em uma derrota fora de casa por 4–0 para o Köln. Apenas em 1990, o técnico Winfried Schäfer decidiu testá-lo como titular no lugar de Famulla. Nos anos seguintes, Kahn consolidou-se como goleiro principal da equipe e foi peça-chave na campanha do Karlsruher que alcançou as semifinais da Copa da UEFA de 1993–94. O momento de maior destaque ocorreu nas oitavas de final, quando o clube goleou o Valencia por 7–0, após ter perdido o jogo de ida por 3–1 no Estádio Mestalla, garantindo a classificação com um agregado de 8–3. A partida ficou conhecida como o Milagre de Wildparkstadion. Nas semifinais, porém, o Karlsruher acabou eliminado pelo SV Austria Salzburg.

### Passagem pelo Bayern de Munique
Os bons números e atuações de Kahn pelo Karlsruher despertaram o interesse do Bayern de Munique, que o contratou para a temporada 1994–95 como substituto de Raimond Aumann, por 4,6 milhões de marcos alemães (€ 2,385 milhões) — valor recorde para um goleiro na época. Rapidamente, Kahn se adaptou e se firmou como titular da equipe. Apesar de sofrer uma ruptura no ligamento cruzado, que o afastou dos gramados por quase seis meses, estreou pela seleção alemã apenas dois meses após seu retorno. Em 1996, o Bayern derrotou o Bordeaux por 3–1 na final e conquistou a Copa da UEFA. Na temporada 1996–97 da Bundesliga, Kahn venceu seu primeiro campeonato alemão, além da Copa da Liga Alemã, e foi eleito Goleiro Alemão do Ano pela segunda vez na carreira (a primeira havia sido em 1994).
Em 1999, o Bayern de Munique enfrentou o Manchester United na final da Liga dos Campeões da UEFA, no Camp Nou. Embora o Bayern tenha aberto o placar com Mario Basler aos seis minutos de jogo, Teddy Sheringham e Ole Gunnar Solskjær marcaram nos acréscimos, virando a partida e garantindo o título ao United. No mesmo ano, Kahn foi eleito Goleiro do Ano pela Federação Internacional de História e Estatísticas do Futebol (IFFHS).
Em 3 de março de 2001, Kahn protagonizou um lance polêmico em uma partida contra o Hansa Rostock. Nos minutos finais, com o Bayern de Munique perdendo por 2–3, ele avançou sorrateiramente para a área durante um escanteio, saltou e socou a bola para dentro do gol adversário, sendo expulso com cartão vermelho. 
Além disso, Kahn foi peça-chave do Bayern de Munique na conquista da Liga dos Campeões da UEFA 2000–01. Na final contra o Valencia, foi eleito o melhor em campo e recebeu o Prêmio Fair Play da UEFA por se aproximar do goleiro adversário, Santiago Cañizares, visivelmente abatido, e tentar consolá-lo após a disputa de pênaltis. No mesmo ano, também conquistou a Copa Intercontinental no Estádio Nacional de Tóquio, diante do Boca Juniors.
No entanto, lesões e problemas pessoais provocaram um rápido declínio no desempenho de Kahn durante a temporada 2002–03, afetando suas atuações em campo. Nas quartas de final da Liga dos Campeões de 2003–04, o Bayern de Munique enfrentou o Real Madrid. O jogo de ida terminou empatado em 1–1, com gols do centroavante holandês Roy Makaay pelo Bayern e do meio-campista francês-argelio Zinedine Zidane pelo Real. No jogo de volta, enquanto a partida estava empatada em 0–0, Kahn falhou e permitiu que um chute do lateral-esquerdo Roberto Carlos entrasse no gol, eliminando o time alemão da competição. Posteriormente, redimiu-se ao conquistar a Bundesliga na temporada seguinte, apresentando novamente um futebol de alto nível.
Em 2006, Kahn se envolveu em um incidente inusitado durante um jogo do Bayern de Munique contra o Arminia Bielefeld, em casa. Enquanto treinava chutes com o goleiro reserva Michael Rensing antes da partida, um dos chutes atingiu em cheio seu olho, que inchou e ficou roxo, impedindo-o de jogar. Com Rensing substituindo-o de última hora, o Bayern venceu a partida por 2–0.
Enquanto tinha a intenção de cumprir seu contrato e jogar até a temporada 2007–08, ele quebrou e detém o recorde de ter o segundo maior número de jogos sem sofrer gols na história da Bundesliga (204), ficando atrás apenas de Manuel Neuer. Em 2 de setembro de 2007, aos 38 anos, disputou sua 535ª partida na Bundesliga, tornando-se o goleiro com mais jogos na história da liga. Kahn fez sua última aparição europeia pelo Bayern na goleada de 4–0 sofrida para o Zenit de São Petersburgo nas semifinais da Copa da UEFA, em 1 de maio de 2008. Sua última partida pela Bundesliga foi também uma goleada por 4–1 contra o Hertha Berlim em 17 de maio, que também marcou sua 557ª atuação peka primeira divisão alemã.
Sua última aparição pelo Bayern ocorreu em 27 de maio de 2008, em uma partida amistosa contra o Mohun Bagan, no Estádio Salt Lake (Yuba Bharati Krirangan), em Calcutá, durante uma turnê asiática. O Bayern venceu por 3–0, e Kahn foi substituído por Michael Rensing aos 55 minutos.

### Passagem pela seleção alemã
Kahn foi inicialmente convocado para a seleção alemã como reserva de última hora para a Copa do Mundo de 1994, atuando como terceiro goleiro, atrás de Bodo Illgner e Andreas Köpke. Jogou sua primeira partida internacional em 23 de junho de 1995, na vitória por 2–1 contra a Suíça, dois meses após se recuperar de uma lesão no ligamento cruzado. Juntamente com Oliver Reckfez parte da reserva da equipe que conquistou a Eurocopa de 1996, na Inglaterra.
Na Copa do Mundo de 1998, Kahn começou como reserva até a aposentadoria de Andreas Köpke ao final do torneio.
Porém, acabou tendo uma de suas piores atuações pela seleção em um jogo contra a Inglaterra em casa, em 2001. Favorita para vencer e já tendo derrotado os ingleses por 1–0 em 2000, no Estádio de Wembley, acabaram goleados por 5–1 de virada, incluindo um hat-trick de Michael Owen. Apesar da derrota, a Alemanha conseguiu se classificar para a Copa do Mundo de 2002 após vencer a Ucrânia na repescagem. Kahn continuou como o goleiro titular do time para o torneio e foi eleito o melhor goleiro do mundo pela IFFHS pela segunda vez em sua carreira.
Apesar das expectativas baixas em relação à Alemanha para a Copa do Mundo de 2002, realizada no Japão e na Córeia do Sul, o time conseguiu chegar até as finais com Kahn sofrendo apenas três gols ao longo da competição, sendo dois deles na decisão. Atuando na final com os ligamentos do dedo anelar direito rompidos, o Brasil sagrou-se campeão com dois gols do atacante carioca Ronaldo Fenômeno. Mesmo perdendo a Copa, Kahn conquistou o Prêmio Lev Yashin, foi o primeiro goleiro a conquistar o prêmio de ser o melhor jogador da competição e se tornou o único goleiro da história a conquistar a Bola de Ouro durante uma edição do torneio (inclusive superando Ronaldo na disputa) além de ter sido o único goleiro na história das Copas do Mundo a manter cinco jogos sem sofrer gols em uma edição do torneio e de ter sido o segundo melhor futebolista do ano pela FIFA, perdendo novamente para Ronaldo nas disputas.
Continuou como titular para a Eurocopa de 2004, mas a Alemanha foi mais uma vez eliminada na fase de grupos após ser derrotada pela República Tcheca por 2–1 e um empate contra a Holanda por 1–1. Após o torneio, Oliver Kahn entregou a braçadeira de capitão para Michael Ballack.
Viveu a melhor fase de sua carreira nos anos 2000, quando conquistou seu quarto titulo alemão pelo Bayern de Munique com ele sendo eleito o melhor jogador da Bundesliga e também a Liga dos Campeões da UEFA, conquistando o prêmio de melhor goleiro da Europa.
Jürgen Klinsmann, substituindo Rudi Völler, resolveu alternar a posição de goleiro titular entre Kahn e seu antigo concorrente, Jens Lehmann, que na época, jogava pelo Arsenal, com objetivo de incentivar uma competição entre os dois. Em 7 de abril de 2006, após dois anos de disputa pelo posto, Klinsmann anunciou que Lehmann começaria como titular para a Copa do Mundo de 2006, realizada em casa, enquanto Kahn na reserva. Apesar da acirrada disputa prévia pelo posto de titular da Alemanha, ele respeitou abertamente a decisão de Klinsmann. 
Após a Alemanha ser derrotada pela Itália por 2–0 e eliminada nas semifinais, Kahn foi jogou de titulas na disputa do terceiro lugar contra Portugal em 8 de julho de 2006,que terminou com vitória alemã por 3–1. Em sua última partida pela Alemanha, ele também recebeu a braçadeira de capitão devido à ausência de Ballack por lesão. Com uma boa e segura performance, ofuscada pela atuação de Bastian Schweinsteiger, e com direito a duas boas defesas, Oliver Kahn anunciou sua aposentadoria da seleção alemã após a partida. Ao longo de sua carreira internacional, ele acumulou 86 partidas pela Alemanha, sendo 49 como capitão.
O documentário FIFA Fever o considera não só como o melhor goleiro de todos os tempos, como o mais completo da história do futebol.

### Aposentadoria
Seu último jogo profissional ocorreu no dia 17 de maio de 2008, numa goleada por 4 a 1 sobre o Hertha Berlin.

## Estatísticas

### Clubes

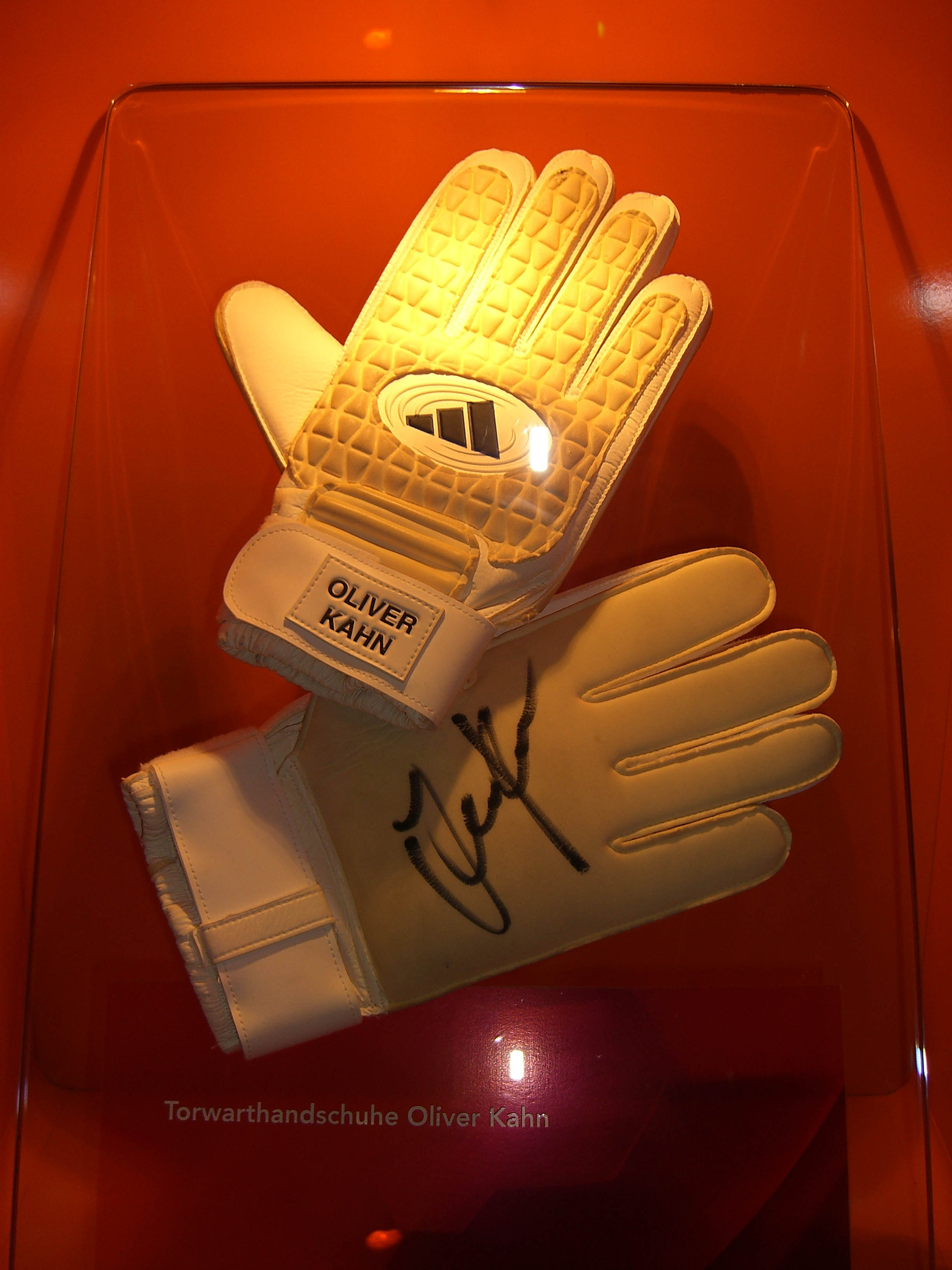
Par de luvas usadas por Kahn

| Clube          | Temporada | Campeonato Alemão | Campeonato Alemão | Copa da Alemanha | Copa da Alemanha | Competições Europeias | Competições Europeias | Total | Total |
| Clube          | Temporada | Jogos             | Gols              | Jogos            | Gols             | Jogos                 | Gols                  | Jogos | Gols  |
| -------------- | --------- | ----------------- | ----------------- | ---------------- | ---------------- | --------------------- | --------------------- | ----- | ----- |
| Karlsruher     | 1987-88   | 2                 | 0                 | 0                | 0                | -                     | -                     | 2     | 0     |
| Karlsruher     | 1988-89   | 2                 | 0                 | 0                | 0                | -                     | -                     | 2     | 0     |
| Karlsruher     | 1989-90   | 0                 | 0                 | 0                | 0                | -                     | -                     | 0     | 0     |
| Karlsruher     | 1990-91   | 22                | 0                 | 0                | 0                | -                     | -                     | 22    | 0     |
| Karlsruher     | 1991-92   | 37                | 0                 | 2                | 0                | -                     | -                     | 39    | 0     |
| Karlsruher     | 1992-93   | 34                | 0                 | 5                | 0                | -                     | -                     | 39    | 0     |
| Karlsruher     | 1993-94   | 31                | 0                 | 3                | 0                | 10                    | 0                     | 44    | 0     |
| Karlsruher     | Total     | 128               | 0                 | 10               | 0                | 10                    | 0                     | 148   | 0     |
| Bayern Munique | 1994-95   | 23                | 0                 | 2¹               | 0                | 5                     | 0                     | 30    | 0     |
| Bayern Munique | 1995-96   | 32                | 0                 | 2                | 0                | 12                    | 0                     | 46    | 0     |
| Bayern Munique | 1996-97   | 32                | 0                 | 4                | 0                | 2                     | 0                     | 38    | 0     |
| Bayern Munique | 1997-98   | 34                | 0                 | 8                | 0                | 8                     | 0                     | 50    | 0     |
| Bayern Munique | 1998-99   | 30                | 0                 | 8                | 0                | 13                    | 0                     | 51    | 0     |
| Bayern Munique | 1999-00   | 27                | 0                 | 5                | 0                | 13                    | 0                     | 45    | 0     |
| Bayern Munique | 2000-01   | 32                | 0                 | 4                | 0                | 16                    | 0                     | 52    | 0     |
| Bayern Munique | 2001-02   | 32                | 0                 | 5                | 0                | 14                    | 0                     | 51    | 0     |
| Bayern Munique | 2002-03   | 33                | 0                 | 6                | 0                | 6                     | 0                     | 45    | 0     |
| Bayern Munique | 2003-04   | 32                | 0                 | 5                | 0                | 8                     | 0                     | 46    | 0     |
| Bayern Munique | 2004-05   | 32                | 0                 | 7                | 0                | 10                    | 0                     | 49    | 0     |
| Bayern Munique | 2005-06   | 31                | 0                 | 6                | 0                | 7                     | 0                     | 44    | 0     |
| Bayern Munique | 2006-07   | 32                | 0                 | 3                | 0                | 9                     | 0                     | 44    | 0     |
| Bayern Munique | 2007-08   | 26                | 0                 | 7                | 0                | 9                     | 0                     | 42    | 0     |
| Bayern Munique | Total     | 428               | 0                 | 72               | 0                | 132                   | 0                     | 633   | 0     |
| Total          | Total     | 556               | 0                 | 82               | 0                | 142                   | 0                     | 781   | 0     |

¹ Incluindo a Supercopa da Alemanha

## Títulos

#### Pelo Karlsruher SC II:
- Oberliga Baden-Württemberg: 1989–90
- Verbandsliga Nordbaden: 1988–89

#### Pelo Bayern de Munique:
- Bundesliga: 1996–97, 1998–99, 1999–2000, 2000–01, 2002–03, 2004–05, 2005–06, 2007–08
- DFB-Pokal: 1997–98, 1999–2000, 2002–03, 2004–05, 2005–06, 2007–08
- DFB-Ligapokal: 1997, 1998, 2000, 2004, 2007
- Liga dos Campeões da UEFA: 2000–01
- Copa da UEFA: 1995–96
- Copa Intercontinental: 2001

#### Pela Alemanha:
- Campeonato Europeu da UEFA: 1996

## Prêmios individuais
- Melhor goleiro da Bundesliga: 1994, 1997, 1998, 1999, 2000, 2001, 2002
- Seleção da temporada da Bundesliga (kicker): 1996–97, 2001–02
- Melhor goleiro do mundo (IFFHS): 1999, 2001, 2002
- Melhor goleiro europeu: 1999, 2000, 2001, 2002
- Melhor goleiro do ano da UEFA: 1999, 2000, 2001, 2002
- Seleção do ano ESM: 1999–2000, 2000–01
- Melhor jogador da final da Liga dos Campeões da UEFA: 2001
- Jogador alemão do ano: 2000, 2001
- 3º lugar no Ballon d’Or: 2001, 2002
- Prêmio UEFA Fair-Play: 2001
- Bola de Ouro da Copa do Mundo FIFA: 2002
- Prêmio Yashin da Copa do Mundo FIFA: 2002
- Seleção da Copa do Mundo FIFA: 2002
- FIFA 100
- Golden Foot: 2017